# GPS Asistido
El sistema de posicionamiento global asistido, más conocido como GPS asistido, es un sistema de ubicación de teléfonos y dispositivos móviles mediante satélite.
El A-GPS o aGPS fue desarrollado e introducido para mejorar el funcionamiento del GPS común. 
El acrónimo A-GPS deriva de los términos ingleses assisted global positioning system (es decir, GPS asistido).
El desarrollo de A-GPS fue acelerado por requerimiento del servicio de emergencias E911 (similar al 112 europeo) de la FCC estadounidense, el cual requiere la posición de un teléfono móvil en caso de que realice una llamada de emergencia.
Un GPS (sistema de posicionamiento global) es un sistema compuesto por un lado por una red de 30 satélites denominada NAVSTAR, situados en una órbita a unos 20 000 km de la Tierra, y por otro lado por unos receptores GPS, que permiten determinar nuestra posición en cualquier lugar del planeta, bajo cualquier condición meteorológica. La red de satélites es propiedad del Gobierno de los Estados Unidos de América y está gestionado por su Departamento de Defensa (DoD).
El GPS convencional presenta dificultades a la hora de proporcionar posiciones precisas en condiciones de baja señal. Por ejemplo, cuando el aparato está rodeado de edificios altos (como consecuencia de la recepción de múltiples señales rebotadas) o cuando la señal del satélite se ve atenuada por encontrarnos con obstáculos, dentro de edificios o debajo de árboles. De todos modos algunos de los nuevos aparatos GPS reciben mejor las señales de poca potencia y funcionan mejor en estas condiciones que aparatos más antiguos y menos sensibles. 
Además, la primera vez que los receptores GPS se encienden en tales condiciones, algunos sistemas no asistidos no son capaces de descargar información de los satélites GPS, haciéndolos incapaces de funcionar, triangular o posicionarse hasta que se reciba una señal clara durante al menos un minuto. Este proceso inicial, denominado primer posicionamiento o posicionamiento inicial (del inglés TTFF (time to first fix) o tiempo para el primer posicionamiento), suele ser muy largo en general, incluso según las condiciones, de minutos.
Un receptor A-GPS (GPS asistido) puede solucionar estos problemas de diversas maneras mediante el acceso a un servidor de asistencia en línea (modo on-line) o fuera de línea (modo off-line). Los modos en línea acceden a los datos en tiempo real, por lo que tienen la necesidad de tener una conexión de datos activa con el consiguiente coste de la conexión. En cambio, los sistemas fuera de línea permiten utilizar datos descargados previamente.
Por tanto, algunos dispositivos A-GPS requieren una conexión activa (modo en línea) a una red celular de teléfono (como GSM) para funcionar, mientras que en otros simplemente se hace el posicionamiento más rápido y preciso, pero no se requiere conexión (modo fuera de línea). Los dispositivos que funcionan en modo fuera de línea ("off-line"), descargan un fichero mientras tienen acceso a la red (ya sea a través de una conexión de datos GPRS, Ethernet, WIFI, ActiveSync o similar) que se almacena en el dispositivo y puede ser utilizado por este durante varios días hasta que la información se vuelve obsoleta y se nos avisa de que es preciso actualizar los datos o en lugares sin conexión de datos.
En cualquier caso, el sistema de GPS asistido utilizará los datos obtenidos, de una u otra forma, de un servidor externo y lo combinará con la información de la celda o antena de telefonía móvil para conocer la posición y saber qué satélites tiene encima. Todos estos datos de los satélites están almacenados en el servidor externo o en el fichero descargado, y según nuestra posición dada por la red de telefonía, el GPS dispondrá de los datos de unos satélites u otros y completará a los que esté recibiendo a través del receptor convencional de GPS, de manera que la puesta en marcha de la navegación es notablemente más rápida y precisa. 
Por tanto: 
Cuando trabajamos en modo en línea ("on-line"):
- El servidor de asistencia puede hacer saber al teléfono su posición aproximada, conociendo la celda de telefonía móvil por la que se encuentra conectado a la red celular.
- El servidor de asistencia recibe la señal de satélite perfectamente, y posee grandes capacidades de cómputo, por lo que puede comparar señales recibidas procedentes del teléfono y determinar una posición precisa para informar al teléfono o a los servicios de emergencia de tal posición.
- Puede proveer datos orbitales de los satélites GPS al teléfono, haciéndolo capaz de conectarse a los satélites, cuando de otra manera no podría, y calcular su posición de manera autónoma.
- Puede tener mejor conocimiento de las condiciones ionosféricas y otros errores que podrían afectar la señal GPS que el teléfono, dotándolo de un cálculo más preciso de su posición. (Vea también Wide Area Augmentation System)

Como beneficio adicional, puede reducirse tanto la utilización de CPU como la cantidad de líneas de código que se necesiten calcular por parte del teléfono, ya que muchos procesos se realizan en el servidor de asistencia (no es una gran cantidad de procesamiento para un receptor GPS básico - muchos de los primeros receptores GPS corrían sobre Intel 80386 a 16 MHz o hardware similar).
Cuando trabajamos en modo fuera de línea ("off-line"):
- El teléfono obtiene su posición aproximada conociendo la celda de telefonía móvil por la que se encuentra conectado a la red celular y se la entrega al sistema integrado en el dispositivo.
- El GPS asistido, que habrá obtenido previamente del servidor de asistencia los datos, determina qué satélites tenemos encima y obtiene la posición completando los datos parciales que recibe el receptor GPS convencional.

Algunos sistemas funcionan tanto en un modo como en otro (dependiendo de si tenemos activa una conexión de datos o no), resultando muy versátiles.

## Desarrollo
Varias empresas de electrónica están desarrollando tecnologías de GPS que incrementan su rendimiento sobre las tecnologías ya existentes.

## Tecnologías alternativas
El GPS de alta sensibilidad es una tecnología paralela, que soluciona algunos de los mismos problemas sin necesidad de una infraestructura adicional.
No puede proporcionar soluciones instantáneas cuando el teléfono ha estado apagado por algún tiempo, cosa que de algún modo el A-GPS sí.
CSR está desarrollando una tecnología llamada Enhanced GPS, la cual, presumiblemente, mejoraría ampliamente el rendimiento de las soluciones existentes.